# حوت قاتل قزم
حوت قاتل قزم (الاسم العلمي: Feresa attenuata) أصغر أنواع الحيتان، أكبر قليلاً وأثقل من رجل ناضج، ونادراً ما يمكن مشاهدته، يستمد اسمه من اشتراكه ببعض الخصائص الفيزيائية مع الحوت القاتل. الحيتان القاتلة الأقزام المأسورة في هاواي وجنوب أفريقيا أظهرت عدوانية بالغة أكثر من أقربائها الحيتان القاتلة، فيما التي في اليابان لم تظهر هذه العدوانية. على الرغم من أن جون غراي وصف الحيتان القاتلة الأقزام في 1875 لكنها حتى عقد الخمسينات من القرن الماضي لم تكن معروفة إلا من اثنين من الجماجم المحفوظة في المتحف البريطاني.